# Costa Valle Imagna
Costa Valle Imagna é uma comuna italiana da região da Lombardia, província de Bérgamo, com cerca de 620 habitantes. Estende-se por uma área de 4 km², tendo uma densidade populacional de 155 hab/km². Faz fronteira com Bedulita, Carenno (LC), Roncola, Sant'Omobono Imagna, Torre de' Busi (LC), Valsecca.

## Demografia
| Variação demográfica do município entre 1861 e 2011                               |
|                                                                                   |
| Fonte: Istituto Nazionale di Statistica (ISTAT) - Elaboração gráfica da Wikipedia |